# Tvåstad

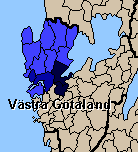
Mörkast blå = Tvåstad.
Näst mörkast = Fyrstad (Trestad saknar Lysekil längst till vänster).
Fyrbodal Kommunalförbund är alla blå kommuner oavsett nyans.

Tvåstad syftar vanligen på de närbelägna städerna Vänersborg och Trollhättan i Västra Götalands län. Begreppet är mindre vanligt än Trestad och Fyrstad.